# Umsjön (Degerfors socken, Västerbotten, 715085-169131)
Umsjön är en sjö i Vindelns kommun i Västerbotten och ingår i Umeälvens huvudavrinningsområde. Sjön har en area på 0,493 kvadratkilometer och ligger 244,1 meter över havet. Sjön avvattnas av vattendraget Aggbäcken.

## Delavrinningsområde
Umsjön ingår i det delavrinningsområde (715102-169105) som SMHI kallar för Mynnar i Hjuksån. Medelhöjden är 277 meter över havet och ytan är 35,69 kvadratkilometer. Det finns inga avrinningsområden uppströms utan avrinningsområdet är högsta punkten. Aggbäcken som avvattnar avrinningsområdet har biflödesordning 4, vilket innebär att vattnet flödar genom totalt 4 vattendrag innan det når havet efter 124 kilometer. Avrinningsområdet består mestadels av skog (66 procent) och sankmarker (24 procent). Avrinningsområdet har 1,01 kvadratkilometer vattenytor vilket ger det en sjöprocent på 2,8 procent.